# Малая Ханата
Малая Ханата (калм. Баһ Ханата) — озеро в Калмыкии, Россия. Расположено к востоку от посёлка Зурган. В озеро впадала река Аршань-Зельмень
Относится к Западно-Каспийскому бассейновому округу. Входит в систему Сарпинских озёр.

## Название
Название озера производно от калм. хана — толстый, большой камыш, который в изобилии рос по берегам озера

## Физико-географическая характеристика

### Происхождение
Как и другие озёра водной системы Сарпинско-Даванской ложбины озеро имеет реликтовое происхождение. Формирование озера связано с нижнехвалынской трансгрессией Каспийского моря. Озеро представляет собой реликт древней дельты, сформировавшейся на протяжении 7-8 тысяч лет на месте глубокого эстуария в конце позднего плейстоцена.

### Гидрология и климат
Озеро расположено в зоне резко континентального, полупустынного климата. В условиях значительного испарения роль дождевых осадков в водном режиме озера не велика. После ввода в эксплуатацию Сарпинской оросительно-обводнительной системы озеро стало составной частью озера Сарпа (Цаган-Нур).